# Rissa
Rissa é uma comuna da Noruega, com 621 km² de área e 6 384 habitantes (censo de 2004).         